# زوولنوویتسه
زوولنوویتسه (به لاتین: Zvolenovice) یک منطقهٔ مسکونی در جمهوری چک است که در شهرستان ییهلاوا واقع شده‌است. زوولنوویتسه ۴٫۰۶ کیلومتر مربع مساحت و ۷۲ نفر جمعیت دارد و ۵۵۸ متر بالاتر از سطح دریا واقع شده‌است.